# Нојкирхен (Источни Холштајн)
Нојкирхен (њем. Neukirchen) град је у њемачкој савезној држави Шлезвиг-Холштајн. Једно је од 36 општинских средишта округа Остхолштајн. Према процјени из 2010. у граду је живјело 1.157 становника. Посједује регионалну шифру (AGS) 1055031.

## Географски и демографски подаци
Нојкирхен се налази у савезној држави Шлезвиг-Холштајн у округу Остхолштајн. Град се налази на надморској висини од 11 метара. Површина општине износи 28,5 km². У самом граду је, према процјени из 2010. године, живјело 1.157 становника. Просјечна густина становништва износи 41 становника/km².